# Permanent
Permanent – funkcja przyporządkowująca każdej macierzy kwadratowej stopnia {\displaystyle n} o współczynnikach z pierścienia przemiennego {\displaystyle R} pewien element tego pierścienia. Podobnie jak wyznacznik permanent jest wielomianem stopnia {\displaystyle n} z {\displaystyle n^{2}} zmiennymi, w którym każdy składnik ma {\displaystyle n} czynników, z których każde dwa są z różnych kolumn i z różnych wierszy macierzy.
Permanent jest symetryczną formą wieloliniową na {\displaystyle n} wierszach/kolumnach, traktowanych jako wektory przestrzeni liniowej wymiaru {\displaystyle n.}

## Definicja
Dla macierzy kwadratowej
{\displaystyle A={\begin{bmatrix}a_{1,1}&\cdots &a_{1,n}\\\vdots &\ddots &\vdots \\a_{n,1}&\cdots &a_{n,n}\end{bmatrix}}}
permanent {\displaystyle \operatorname {perm} (A)} definiuje się jako
{\displaystyle \operatorname {perm} (A):=\sum _{\sigma \in {\mathcal {S}}_{n}}\prod _{i=1}^{n}a_{i,\sigma (i)}.}
gdzie suma przebiega wszystkie elementy {\displaystyle \sigma } grupy symetrycznej {\displaystyle {\mathcal {S}}_{n},} tj. wszystkie permutacje zbioru liczb {\displaystyle 1,2,\dots ,n.}
Definicja permanentu macierzy {\displaystyle A} różni się więc od wzoru permutacyjnego dla wyznacznika macierzy {\displaystyle A} tym, że znak permutacji nie jest brany pod uwagę.
Oprócz oznaczenia {\displaystyle \operatorname {perm} (A)} stosuje się też zapis {\displaystyle \operatorname {per} (A)} w wariantach z wielkiej litery i w notacji beznawiasowej (jeśli nie prowadzi to do niejednoznaczności). Współcześnie właściwie nie spotyka się oznaczenia {\displaystyle {\underset {^{+}}{\mid }}A{\underset {^{+}}{\mid }}.}
Przykłady
{\displaystyle \operatorname {perm} {\begin{pmatrix}a\end{pmatrix}}=a.}
{\displaystyle \operatorname {perm} {\begin{pmatrix}a&b\\c&d\end{pmatrix}}=ad{\boldsymbol {+}}bc.}
{\displaystyle \operatorname {perm} {\begin{pmatrix}a&b&c\\d&e&f\\g&h&i\end{pmatrix}}=aei{\boldsymbol {+}}bfg{\boldsymbol {+}}cdh{\boldsymbol {+}}afh{\boldsymbol {+}}ceg{\boldsymbol {+}}bdi.}

## Własności

### Rozwinięcie względem wiersza/kolumny
Podobnie, jak dla wyznacznika macierzy, można do obliczania permanentu użyć wzoru analogicznego do rozwinięcie Laplace’a:
- rozwinięcie według {\displaystyle j}-tej kolumny:
{\displaystyle \operatorname {perm} (A)=\sum _{i=1}^{n}a_{ij}\cdot \operatorname {perm} (A_{ij}),}
- rozwinięcie według {\displaystyle i}-tego wiersza:
{\displaystyle \operatorname {perm} (A)=\sum _{j=1}^{n}a_{ij}\cdot \operatorname {perm} (A_{ij}).}

Przykład
{\displaystyle \operatorname {perm} {\begin{pmatrix}a&b&c\\d&e&f\\g&h&i\end{pmatrix}}=a\cdot \operatorname {perm} {\begin{pmatrix}e&f\\h&i\end{pmatrix}}+b\cdot \operatorname {perm} {\begin{pmatrix}d&f\\g&i\end{pmatrix}}+c\cdot \operatorname {perm} {\begin{pmatrix}d&e\\g&h\end{pmatrix}}.}
Ogólniej można rozważać rozwinięcie względem grupy wierszy/kolumn, wykorzystując pojęcie macierzy blokowej.
Niech {\displaystyle B} i {\displaystyle C} będą macierzami o rozmiarach odpowiednio {\displaystyle p\times n} i {\displaystyle q\times n} przy czym {\displaystyle p+q=n} zaś macierz {\displaystyle A={\big (}{\begin{smallmatrix}B\\C\end{smallmatrix}}{\big )}} macierzą kwadratową {\displaystyle n\times n.} (Analogicznie można by zdefiniować macierz {\displaystyle A'={\big (}{\begin{smallmatrix}B'\\C'\end{smallmatrix}}{\big )}}).
Wtedy
{\displaystyle \operatorname {perm} (A)=\sum _{S\subseteq \{1,2,\dots ,n\} \atop \#S=p}\operatorname {perm} (B_{S})\cdot \operatorname {perm} (C_{\{1,2,\dots ,n\}\setminus S}),}
gdzie suma jest tworzona ze wszystkich p-elementowych podzbiorów {\displaystyle S} zbioru {\displaystyle \{1,\dots ,n\},} których jest {\displaystyle {n \choose p}.} Symbol {\displaystyle \#S} oznacza moc zbioru {\displaystyle S.} Zaś macierze {\displaystyle B_{S}} oraz {\displaystyle C_{\{1,2,\dots ,n\}\setminus S}} są to macierze powstałe przez pozostawienie odpowiednio {\displaystyle p} i {\displaystyle q} kolumn w macierzach {\displaystyle B} i {\displaystyle C} (a usunięcie pozostałych).
Przykład
Rozwinięcie permanentu macierzy stopnia 4 przedstawia się następująco:
{\displaystyle {\;\;\;}\operatorname {perm} {\begin{pmatrix}a&b&c&d\\e&f&g&h\\i&j&k&l\\m&n&o&p\end{pmatrix}}}
{\displaystyle =\operatorname {perm} {\begin{pmatrix}a&b\\e&f\end{pmatrix}}\cdot \operatorname {perm} {\begin{pmatrix}k&l\\o&p\end{pmatrix}}+\operatorname {perm} {\begin{pmatrix}a&c\\e&g\end{pmatrix}}\cdot \operatorname {perm} {\begin{pmatrix}j&l\\n&p\end{pmatrix}}}
{\displaystyle +\,\operatorname {perm} {\begin{pmatrix}a&d\\e&h\end{pmatrix}}\cdot \operatorname {perm} {\begin{pmatrix}j&k\\n&o\end{pmatrix}}+\operatorname {perm} {\begin{pmatrix}b&c\\f&g\end{pmatrix}}\cdot \operatorname {perm} {\begin{pmatrix}i&l\\m&p\end{pmatrix}}}
{\displaystyle +\,\operatorname {perm} {\begin{pmatrix}b&d\\f&h\end{pmatrix}}\cdot \operatorname {perm} {\begin{pmatrix}i&k\\m&o\end{pmatrix}}+\operatorname {perm} {\begin{pmatrix}c&d\\g&h\end{pmatrix}}\cdot \operatorname {perm} {\begin{pmatrix}i&j\\m&n\end{pmatrix}}.}

### Liniowość permanentu
Podobnie jak wyznacznik permanent jest funkcją liniową względem swoich wierszy/kolumn, tj.:
- permanent jest addytywny, czyli zamiana jakiegoś wiersza/kolumny na sumę jest równoznaczne z zamianą permanentu na sumę permanentów,
- permanent jest jednorodny, czyli pomnożenie któregoś wiersza/kolumny przez skalar jest równoważne pomnożeniu przez tę liczbę permanentu.

Przykłady
{\displaystyle \operatorname {perm} {\begin{pmatrix}a&b'+b''&c\\d&e'+e''&f\\g&h'+h''&i\end{pmatrix}}=\operatorname {perm} {\begin{pmatrix}a&b'&c\\d&e'&f\\g&h'&i\end{pmatrix}}+\operatorname {perm} {\begin{pmatrix}a&b''&c\\d&e''&f\\g&h''&i\end{pmatrix}}.}
{\displaystyle \alpha \cdot \operatorname {perm} {\begin{pmatrix}a&b&c\\d&e&f\\g&h&i\end{pmatrix}}=\operatorname {perm} {\begin{pmatrix}a&b&c\\\alpha \cdot d&\alpha \cdot e&\alpha \cdot f\\g&h&i\end{pmatrix}}=\operatorname {perm} {\begin{pmatrix}a&b&\alpha \cdot c\\d&e&\alpha \cdot f\\g&h&\alpha \cdot i\end{pmatrix}}.}

### Inne podobieństwa do wyznacznika
Permanent macierzy nie zmienia się przy transpozycji macierzy:
{\displaystyle \operatorname {perm} (A)=\operatorname {perm} (A^{T}).}
Permanent macierzy trójkątnej, podobnie jak wyznacznik, jest równy iloczynowi elementów jej przekątnej:
{\displaystyle \operatorname {perm} (A)=\prod _{i=1}^{n}a_{ii}.}

## Różnice w porównaniu z wyznacznikiem
- Permanent macierzy nie zmienia się przy zamianie kolumn lub wierszy, np.:

{\displaystyle {}\;\;\;\operatorname {perm} {\begin{pmatrix}a&b&c\\d&e&f\\g&h&i\end{pmatrix}}=\operatorname {perm} {\begin{pmatrix}a&c&b\\d&f&e\\g&i&h\end{pmatrix}}=\operatorname {perm} {\begin{pmatrix}g&h&i\\d&e&f\\a&b&c\end{pmatrix}}.}
Oznacza to symetryczność formy wieloliniowej określonej na wierszach/kolumnach, podczas gdy wyznacznik jest formą antysymetryczną.
- Na ogół permanent iloczynu zależy od kolejności czynników, tj. {\displaystyle \operatorname {perm} (AB)\neq \operatorname {perm} (BA).}

Jeśli {\displaystyle A={\begin{pmatrix}1&2\\3&-1\end{pmatrix}},\quad B={\begin{pmatrix}1&2\\-1&3\end{pmatrix}},}
to {\displaystyle \operatorname {perm} AB=\operatorname {perm} {\begin{pmatrix}-1&8\\4&3\end{pmatrix}}=29,\quad \operatorname {perm} BA=\operatorname {perm} {\begin{pmatrix}7&0\\8&-5\end{pmatrix}}=-35.}
Stąd na ogół {\displaystyle \operatorname {perm} (AB)\neq \operatorname {perm} (A)\cdot \operatorname {perm} (B),}
Także na ogół {\displaystyle \operatorname {perm} (A^{2})\neq \left(\operatorname {perm} (A)\right)^{2}.}
{\displaystyle A^{2}={\begin{pmatrix}7&0\\0&7\end{pmatrix}},\quad \operatorname {perm} A=5,\quad \operatorname {perm} A^{2}=49.}
- Dodanie/odjęcie do któregoś z wierszy innego lub którejś z kolumn innej, nie zachowuje permanentu macierzy.

Niech {\displaystyle A={\begin{pmatrix}1&1\\1&1\end{pmatrix}},\quad \operatorname {perm} (A)=2.} Odejmując w macierzy {\displaystyle A} pierwszy wiersz od drugiego, dostaniemy macierz {\displaystyle B={\begin{pmatrix}1&1\\0&0\end{pmatrix}}} oraz {\displaystyle \operatorname {perm} (B)=0.}
Stąd brak odpowiednika metody Gaussa stosowanej przy obliczaniu wyznacznika macierzy.

## Złożoność obliczeniowa
Obliczenie permanentu wraz z rosnącym rozmiarem macierzy staje się zadaniem bardzo pracochłonnym. Podczas gdy problem obliczenia wyznacznika macierzy może zostać rozwiązany w czasie ograniczonym funkcją wielomianową, gdzie zmienną jest rozmiar macierzy, dla permanentu nieznany jest algorytm szybszy asymptotycznie niż o złożoności wykładniczej. Podstawową różnicę stanowi fakt, że dla wyznacznika macierzy istnieje efektywny i prosty schemat obliczeń tzw. eliminacja Gaussa. Tak np. można wykazać, że obliczenie permanentu macierzy 0-1 (tj. macierzy, w której występują jedynie liczby 0 i 1) jest problemem #P-zupełnym.
Dla macierzy o elementach nieujemnych można jednak policzyć permanent z dowolną dokładnością w czasie wielomianowo zależnym od rozmiaru wejścia. Algorytm ten oparty na metodach probabilistycznych pozwala na obliczenie permanentu z zadaną dokładnością {\displaystyle \varepsilon M,} gdzie {\displaystyle M} to permanent a {\displaystyle \varepsilon >0} dowolna liczba nieujemna.
Wzór Rysera jest podstawą dla jednego z najefektywniejszych (biorąc pod uwagę powyżej opisane ograniczenia) algorytmów:
{\displaystyle \operatorname {perm} (A)=(-1)^{n}\sum _{S\subseteq \{1,2,\dots ,n\}}(-1)^{\#S}\prod _{i=1}^{n}\sum _{j\in S}a_{ij},}
gdzie {\displaystyle \#S} to moc zbioru {\displaystyle S.}

## Zastosowania
W przeciwieństwie do wyznacznika macierzy permanent nie ma prostej interpretacji geometrycznej. Jest natomiast głównie używany w kombinatoryce. Tak na przykład przy pomocy permanentu można opisać skojarzenie doskonałe grafu dwudzielnego {\displaystyle G,} w którym podział wyznaczają wierzchołki {\displaystyle A_{1},A_{2},\dots ,A_{n}} z jednej strony oraz {\displaystyle B_{1},B_{2},\dots ,B_{n}} z drugiej. Wtedy {\displaystyle G} można przedstawić jako macierz kwadratową {\displaystyle n\times n\ A,} gdzie {\displaystyle a_{i,j}=1} jeśli istnieje krawędź między wierzchołkami {\displaystyle A_{i}} i {\displaystyle B_{j}} lub {\displaystyle a_{i,j}=0,} gdy nie istnieje. Permanent macierzy jest równy liczbie skojarzeń doskonałych grafu.
Permanent macierzy znajduje też zastosowanie do opisu czy definicji statystyk nieparametrycznych, a dokładniej pozycyjnych, np. w twierdzeniu Bapata-Bega.